# Xylobiops sextuberculatus
Xylobiops sextuberculatus là một loài bọ cánh cứng trong họ Bostrichidae. Loài này được LeConte miêu tả khoa học năm 1858.